# Saint-Jacques-de-Néhou
Saint-Jacques-de-Néhou is een gemeente in het Franse departement Manche (regio Normandië) en telt 460 inwoners (2005). De plaats maakt deel uit van het arrondissement Cherbourg-Octeville.

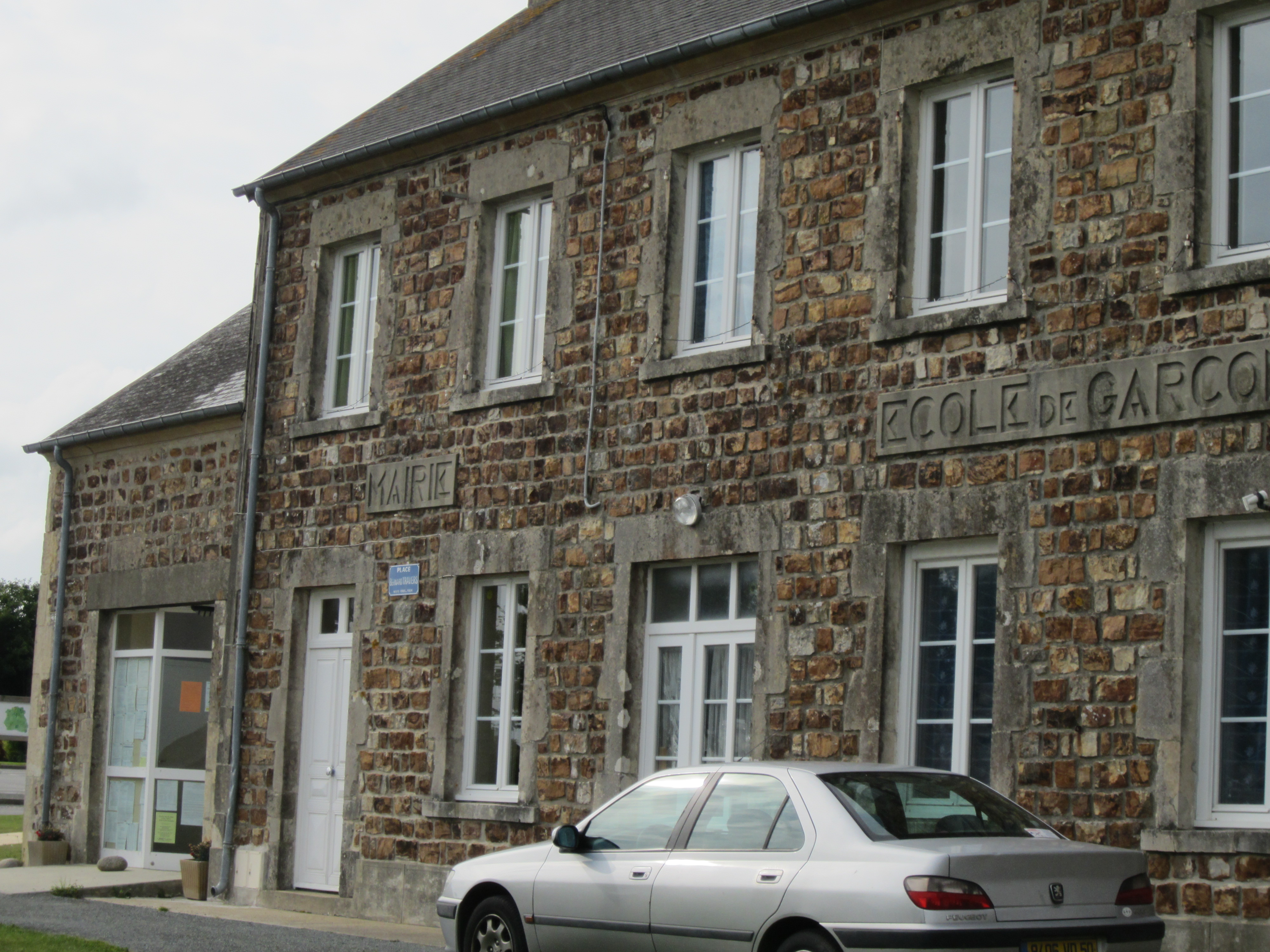
Gemeentehuis
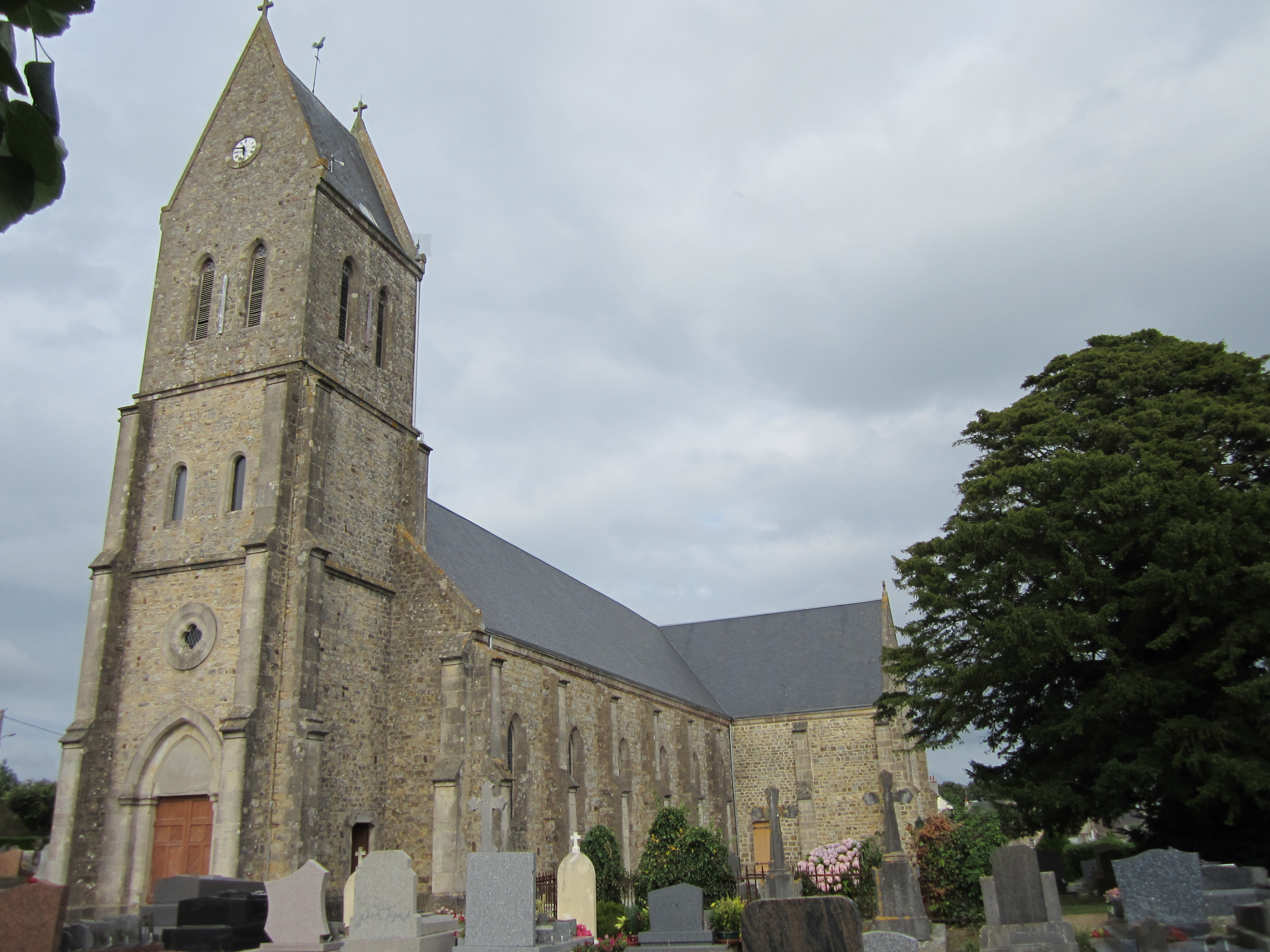
Kerk van Saint-Marcouf, Saint-Jacques-de-Néhou

## Geografie
De oppervlakte van Saint-Jacques-de-Néhou bedraagt 22,1 km², de bevolkingsdichtheid is 20,8 inwoners per km².
De onderstaande kaart toont de ligging van Saint-Jacques-de-Néhou met de belangrijkste infrastructuur en aangrenzende gemeenten.

## Demografie
Onderstaande figuur toont het verloop van het inwonertal (bron: INSEE-tellingen).

1. ↑  Populations de référence 2022.